# Архиепархия Санта-Фе
Архиепархия Санта-Фе (лат. Archidioecesis Sanctae Fidei in America Septentrionali) — архиепархия Римско-Католической церкви в городе Санта-Фе, штат Нью-Мексико, США. В митрополию Санта-Фе входят епархии Галлапа, Лас-Крусеса, Тусона, Финикса. Кафедральным собором архиепархии Санта-Фе является Собор Святого Франциска Ассизского.

## История
23 июля 1850 года Святой Престол учредил Апостольский викариат Нью-Мексико, выделив его из епархии Дуранго. В 1853 году Апостольский викариат Нью-Мексико был преобразован в епархию Санта-Фе.
5 февраля и 25 сентября 1868 года епархия Санта-Фе передала часть своей территории новым Апостольскому викариату Колорадо и Юты (сегодня — Архиепархия Денвера) и Апостольскому викариату Аризоны (сегодня — Епархия Тусона).
12 февраля 1875 года епархия Санта-Фе была возведена в ранг архиепархии.
16 сентября 1939 года и 17 августа 1982 года архиепархия Санта-Фе передала часть своей территории новым епархии Гэллапа и епархии Лас-Крусеса.

## Ординарии архиепархии
- архиепископ Жан-Батист Лами[англ.] (29.07.1853 — 18.08.1885)
- архиепископ Жан-Батист Сальпуант[англ.] (18.08.1885 — 07.01.1894)
- архиепископ Плэйсид Льюис Чейпл[англ.] (07.01.1894 — 01.12.1897) — назначен архиепископом Нового Орлеана
- архиепископ Питер Бургад[англ.] (07.01.1899 — 17.05.1908)
- архиепископ Джон Баптист Питавал[англ.] (03.01.1909 — 29.07.1918)
- архиепископ Энтони Томас Дэгер[англ.] (10.03.1919 — 02.12.1932)
- архиепископ Рудольф Алоизиус Геркен[англ.] (02.06.1933 — 02.03.1943)
- архиепископ Эдвин Винсент Берн (12.06.1943 — 26.07.1963)
- архиепископ Джеймс Питер Дэвис (03.01.1964 — 01.06.1974)
- архиепископ Роберт Фортун Санчез[англ.] (01.06.1974 — 06.04.1993)
- архиепископ Майкл Джарби Шиэн[англ.] (17.08.1993 — 27.04.2015)
- архиепископ Джон Чарльз Вестер[англ.] (с 27.04.2015)

## Источник
- Annuario Pontificio, Libreria Editrice Vaticana, Città del Vaticano, 2003, ISBN 88-209-7422-3.